# Skeppsholmen

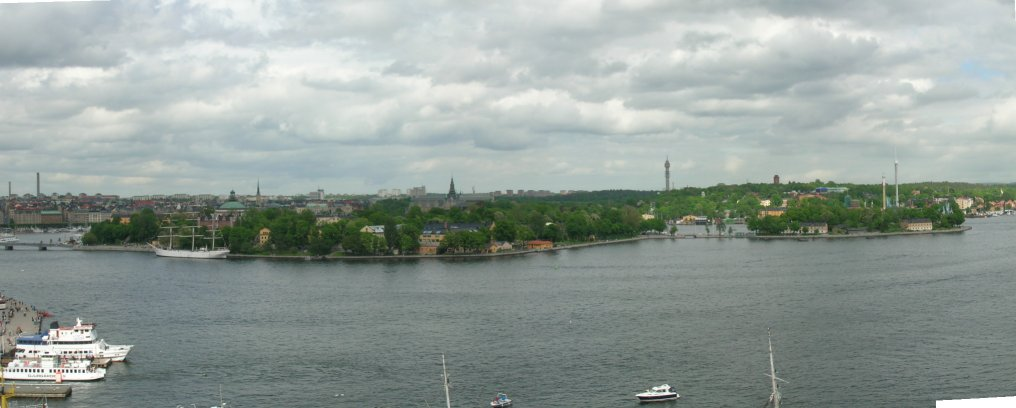
Una vista panorámica de Skeppsholmen (a la izquierda), y de Kastellholmen (a la derecha).

Skeppsholmen ("el islote de barcos") es una isla de Estocolmo en Suecia. Está conectada por puentes a Blasieholmen y Kastellholmen. Su posición estratégica sobre el Mar Báltico a la entrada de la ciudad de Estocolmo la hizo tradicionalmente un lugar privilegiado para el establecimiento de edificios militares. Actualmente la presencia militar es muy reducida, y Skeppsholmen alberga museos, en particular, el museo de arte moderno (Moderna Museet), y también un museo de arquitectura y museo de las antigüedades del Este de Asia (Östasiatiska Muséet). Sobre la costa meridional se encuentra el af Chapman, uno tres mástiles reconvertido en albergue juvenil (vandrarhem).
- Datos: Q849086
- Multimedia: Skeppsholmen / Q849086